# Colobochyla saligna
Colobochyla saligna là một loài bướm đêm trong họ Erebidae.